# Wanderers Germering
Die Wanderers Germering sind ein Eissportverein aus der Stadt Germering im Landkreis Fürstenfeldbruck mit den Abteilungen Eishockey und Eiskunstlauf.

## Eishockey
Die Geschichte der Eishockeymannschaften in Germering beginnt mit dem im Mai 1975 gegründeten Eissportverein Unterpfaffenhofen-Germering von 1975 e. V., welcher kurz darauf in Eissportverein Germering umbenannt wurde und 1995 zum heutigen Wanderers e. V. Germering wurde.
In der Saison 1985/86 nahm der EV Germering an der Regionalliga Süd teil und erreichte in der Saison 1992/93 den 4. Platz in der Eishockey-Bayernliga.
In der Saison 1994/95 wurden die Wanderers Germering Meister der Bayernliga vor dem EV Fürstenfeldbruck und erreichten in der Aufstiegsrunde zur 2. Liga Süd den 2. Platz hinter der SG Wernau/Esslingen, womit sie sich für die Qualifikationsplayoffs qualifizierten. Dort unterlagen sie der EA Schongau, wobei sie das Rückspiel im Olympiaeisstadion in München austrugen.
Nachdem auf die Möglichkeit eines Nachrückens in die 2. Liga Süd im Sommer 1995 aus finanziellen Gründen verzichtet wurde, konnte nach einigen Jahren der sportliche Abstieg in die Landesliga Bayern nicht verhindert werden.
Trotz mehrfachen Wiederaufstiegs in die Bayernliga seit damals gelang es der Mannschaft aber nicht mehr in diese Spielklasse für mehr als eine Saison bleiben – so auch in der Saison 2005/06, als die Mannschaft der Wanderers dem ERC Sonthofen 1999 in der 2. Runde der Abstiegsplayoff unterlag.
In der Saison 2006/07 gelang der 1. Seniorenmannschaft der erneute Wiederaufstieg aus der Landesliga in die Bayernliga als Vizemeister hinter dem EHC 80 Nürnberg, während die in dieser Saison erstmals wieder zum Spielbetrieb gemeldete 2. Mannschaft den 5. Platz in der Bezirksliga Gruppe Ost erreichte.

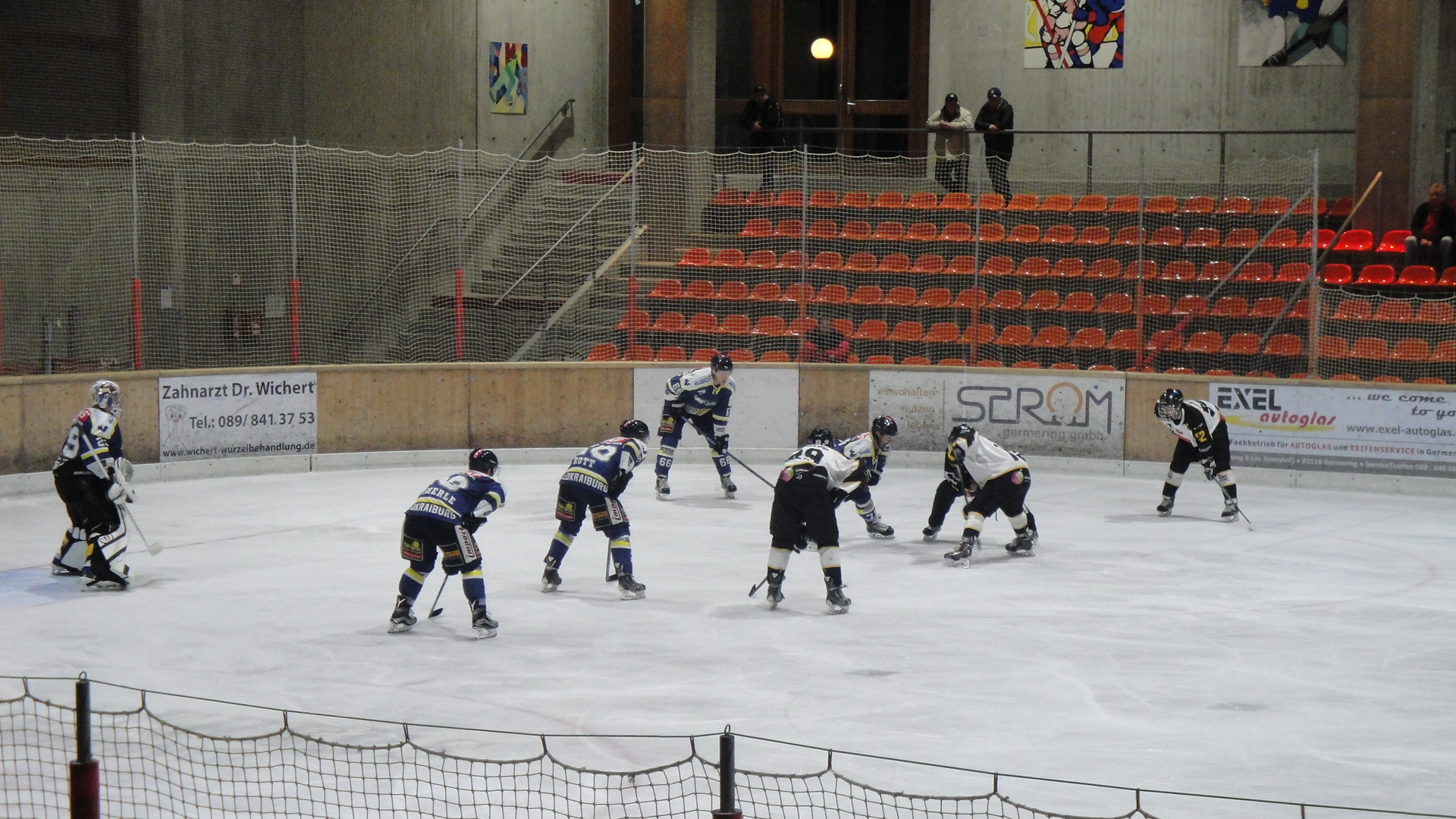
Wanderes Germering gegen EHC Waldkraiburg (2015)

Nachdem in der Saison 2007/08 die 1. Seniorenmannschaft der Klassenerhalt in der – viertklassigen – Bayerischen Eishockey Liga noch durch einen Sieg in den Playdowns gegen den Landkreisnachbarn EV Fürstenfeldbruck gelang, stieg die Mannschaft nach der Saison 2008/09 erneut ab. Die 2. Seniorenmannschaft, die 2007/08 wieder zum Spielbetrieb gemeldet wurde, nahm an der – sechstklassigen – Bezirksliga Bayern teil.
2009/10 konnte der direkte Wiederaufstieg in die Bayernliga erreicht werden.
Neben der 1. Seniorenmannschaft, die in der Saison 2010/11 an der viertklassigen Bayernliga  teilnimmt, der 2. Seniorenmannschaft, die wieder zum Spielbetrieb in der sechstklassigen Bezirksliga Bayern gemeldet wurde, und den Nachwuchsmannschaften in allen Altersklassen gibt unter dem Dach der Wanderers noch mehrere Hobbymannschaften.
In der Saison 2017/18 stiegen die Wanderers Germering in die Landesliga ab. Aufgrund von finanziellen Hürden startete Germering allerdings freiwillig einen Neuanfang in der Bezirksliga.
In der Saison 2018/2019 konnten die Wanderers Germering sich erfolgreich in der Bezirksliga Gruppe 3 durchsetzen und sich bereits vor dem letzten Spieltag die Meisterschaft in der Gruppe 3 und die Teilnahme am Playoff-Viertelfinale um den Aufstieg in die Landesliga sichern. Mit dem Scheitern im Halbfinale hatten die Wanderers knapp den Aufstieg in die Landesliga verpasst.

## Erfolge
| - Sieger Aufstiegsrunde zur 2. Liga/Süd 1995 - Aufstieg in die Regionalliga 1985, 1988 - Bayerischer Meister (4. Liga) 1995 - Aufstieg in die Regionalliga (BYL) 1994, 2003, 2005, 2007, 2010 - Vizemeister Bayernliga Gr. A 1993 | - Aufstieg in die Bayernliga 1984 - Bayerischer Landesliga-Vizemeister 2003, 2007, 2010, 2025 - Bayerischer Landesliga-Meister West 2003 Ost 2007 Süd 2010 Gr. II 2022 - Bayerischer Bezirksliga-Meister 2020 - Bayerischer Bezirksliga-Meister Süd 2019, 2020 - BEV-Pokalsieger 2020 |  |

## Inlinehockey
Die auch früher unter dem Dach der Wanderers beheimatete Inlinehockeymannschaft der Rolling Wanderers, die an der vom Deutschen Eishockey-Bund organisierten DIHL teilnimmt und dort 2005, 2006, 2007, 2008, 2009 und 2010 Meister wurde, ist seit mehreren Jahren ein eigenständiger Verein.

## Stadion
Das Stadion heißt Polariom, fasst bis zu 2.000 Zuschauer und wird von den Stadtwerken Germering betrieben.